# ادی بخلس
ادی بخلس (هلندی: Eddy Beugels; ۱۹ مارس ۱۹۴۴ – ۱۲ ژانویهٔ ۲۰۱۸) ورزشکار ورزش دوچرخه‌سواری اهل هلند بود.
وی در مسابقات کشوری و بین‌المللی در مجموع برندهٔ ۱ مدال نقره شده‌است.